# La Jueria Centre
Jueria del Centre es un jaciment arqueològic que es troba a Sant Gregori al (Gironès), declarat Espai de protecció arqueològica.
En aquest jaciment es varen trobar una important concentració d’objectes lítics del Pleistocè Mitjà i Superior.

## Descripció
El jaciment es localitza en el lloc conegut com a Pla de la Jueria (Cartellà), a l'escaire format en el marge dret del quilòmetre 4 de la carretera GE-531 de Girona a Sant Gregori, a la cruïlla de Cartellà i la riera Gàrrep, en el paratge natural de la vall de Llémena (emmarcat entre l'Onyar, la Llémena i el Ter, espais de condicions esplèndides).

## Descobriment i història de les intervencions arqueològiques
A partir de les obres que es duien a terme als terrenys del Polígon industrial “Jueria Centre”, varen ser observades restes d'indústria lítica en les piles de terra acumulades de la construcció dels vials, fet que motivà la realització d'una intervenció arqueològica d'urgència.
S'han identificat quatre nivells gràcies al fet que la seqüència estratigràfica identificada als sondeigs manuals i a les rases excavades per les màquines és homogènia. El material lític fou recuperat durant els treballs dels mesos de febrer i març de 2003, i consta de 166 objectes coordinats i més de 40 objectes no coordinats (recollits en superfície o descontextualitzats). Amb l'objectiu bàsic de reconstruir la capacitat tècnica dels grups humans prehistòrics i les aptituds tècniques desenvolupades per seleccionar i transformar la matèria, s'emprarà com a sistema d'anàlisi de la indústria la metodologia plantejada pel Sistema Lògic Analític (SLA) mitjançant l'anàlisi espacial i temporal de l'objecte, dins el procés morfotècnic i de producció.
Els materials lítics són còdols de quarsita, quars, pòrfir i altres materials ignis, que foren seleccionats dels diferents rius i rieres del Pla, situats a prop del jaciment. El més representat és el quars, amb un 84%, seguit del pòrfir amb un 10% i un 6% la resta. En les rases i sondeigs realitzats s'ha pogut observar una selecció de matèries primeres i el predomini en l'explotació de còdols de riu com a objectes de gran format (pics). Els productes majoritaris són esclats i restes retocades de mida mitjana i petita. En el cas del pòrfir i la quarsita han donat lloc a eines de més grans dimensions com els pics i nuclis, d'entre els quals destaca un nucli levallois típic.
Els resultats dels sondeigs realitzats a Jueria Centre indiquen que es tracta d'un jaciment de gran importància, ja que parlen de l'existència d'una important concentració d'objectes lítics molt singulars del Plistocè Mitjà i Superior. L'amplitud del període cronològic on s'emmarquen les troballes ve donada per les característiques morfològiques dels materials. Les dates més modernes provenen de la presència de restes lítiques significatives del Paleolític Mitjà, com ara els nuclis levallois. Altres restes de gran talla, com els pics de producció unifacial, situen les troballes relativament al Paleolític Inferior. Ara bé, aquest jaciment també compta amb fase ibèrica i fins i tot medieval.
Tanmateix, cronològicament cal situar el jaciment en el període de transició de final del Plistocè mitjà i inici del Plistocè Superior, que es tradueix en el període de transició del Paleolític Inferior al Paleolític mitjà. I, de fet, la relació cronològica i la proximitat entre els jaciments de la Jueria Centre, Pla de Dalt/Domeny Industrial i l'Espai de Protecció Arqueològica del Pla d'en Serra posen en evidència la gran importància arqueològica d'aquesta zona i l'extensió que podria arribar a tenir.